# Dysmachus
Dysmachus é um género de moscas pertencente à família Asilidae.
As espécies deste género podem ser encontradas na Europa.

## Espécies
Espécies (lista incompleta):
- Dysmachus albiseta Becker, 1907
- Dysmachus albisetosus (Macquart, 1849)
- Dysmachus albovestitus Villeneuve, 1930